# Smart Koala
Smart Koala (англ. розумна коала) — українська компанія, що створює інтерактивні багатомовні книги для навчання дітей та «Розумну Ручку» — електронний пристрій для миттєвого звукового відтворення інформації зі сторінок книг. Місія компанії — розвивати талант дитини, прививаючи любов до навчання та розвитку змалечку.
Компанією продумана система для навчання дітей, де мови запам'ятовуються в процесі гри на емоційному рівні. Електронна ручка, яка входить до комплекту, відтворює людськими голосами інформацію зі сторінок «розумних книг».

## Розумна ручка
Розумна Ручка — це високотехнологічна іграшка-гаджет. Програмне забезпечення Ручки дозволяє ідентифікувати нанесену в книгах інформацію та відтворити її голосом за допомогою звичайного дотику Ручки до аркуша книги. Записані аудіо файли знаходяться в пам'яті Ручки і відтворюються при дотику Ручки до того чи іншого місця у книзі. Таким чином у книзі оживають всі слова, фрази і навіть малюнки, де персонажі спілкуються між собою.
Ручка озвучує не лише тексти книг, а й малюнки. При дотику герої, що зображені на сторінках книг, розказують запрограмовані історії. Також, в книгах озвучено звуки природи, транспорту, різних механічних та фізичних процесів.
Користувач може змінювати мову Ручки за допомогою спеціальної консолі управління, нанесеної на сторінках книг.
Намальована консоль управління дозволяє переключати мови (англійська, українська, російська), записувати власний голос до зображення у книзі та проходити ігри, спрямовані на розвиток пам'яті та логіки.
Розумна Ручка входить у пакет стартового набору.
Остання модель отримала назву «Робот» через зовнішню схожість з автоматичним пристроєм.
Режим роботи Розумної Ручки 7-8 годин. Підзарядка акумулятора на літієвій батареї триває до 3 годин. У Ручці є слот для навушників та вбудований диктофон.
Всі продукти Smart Koala отримали сертифікати якості та відповідають міжнародним стандартам 3C, CE, FCC & RoHS. Розумна Ручка успішно пройшла всі тестування та визнана стійкою до деформацій чи стирань поверхні.

## Розумні книги
Друкована мова книг — англійська. Крім озвучення англійською мовою, Ручка забезпечує переклад всієї інформації українською чи російською мовами.
Книги Smart Koala озвучені виключно носіями мови. Компанія підписала договори з міжнародними студіями звукозапису для роботи над аудіо файлами.
В Україні до озвучення перших книг долучилися українські зірки та діячі культури. Серед них Ірена Карпа, Тала Калатай, Наталія Жижченко (лідер гурту «ONUKA»), Слава Фролова, Тімур Мірошниченко, Віктор Бронюк (лідер гурту «ТІК») та Кирил Капустін.
Станом на березень 2018 в асортименті компанії 11 книг:
- «200 Перших Слів» Сезон 1 (випуск весною 2017)
- «200 Перших Слів» Сезон 2 (випуск осінню 2017)
- «200 Перших Слів» Сезон 3 (випуск осінню 2017)
- збірка 4 книг з казками (випуск зимою 2018)
- «Ігри математики» Сезон 1 (випуск весною 2018)
- «Ігри математики» Сезон 2 (випуск весною 2018)
- «Ігри математики» Сезон 3 (випуск весною 2018)
- «Ігри математики» Сезон 4 (випуск весною 2018)

Всі книги відтворюються голосом безкоштовно.

## Історія
Компанія заснована у 2016 році українським подружжям Богданом та Терезою Паламарчук.
На створення продукту в команди з 5 людей пішло близько року.
У реалізації задуму молоду команду підтримали українська телеведуча та акторка Тала Калатай, радіоведучий Кирило Капустін, журналістка Ірена Карпа та фронтмен гурту «Тік» Віктор Бронюк. Їхніми голосами до грудня 2016 було озвучено переклад першої книги Koala Пізнавала «200 Перших Слів» (Сезон 1/3).
Вихід продукту був широко висвітлений в українських інтернет-ЗМІ, зокрема Громадське радіо,  BusinessViews тощо.